# Mate Bilić
Mate Bilić (Split, 23 de outubro de 1980) é um futebolista croata que jogou no RNK Split na temporada. Mede 1,84 de altura, é destro e rápido.